# Por Que o Mundo Existe?
Por que o mundo existe?: um mistério existencial (em inglês, Why Does the World Exist?: An Existential Detective Story) é uma obra de não ficção do jornalista Jim Holt.
A questão central do livro é talvez a mais importante e profunda questão filosófica: "por que existe alguma coisa ao invés de nada?". Gottfried Wilhelm Leibniz foi o primeiro a formulá-la explicitamente, em 1714. Para Martin Heidegger, essa é a pergunta fundamental da metafísica. Ao contrário dos livros dos filósofos, a obra de Jim Holt discute a questão em linguagem mais acessível.
O autor afirma que essa pergunta o acompanhou por toda a vida, desde a juventude, quando tomou conhecimento do livro de Heidegger, O Que é a Metafísica? Desde então, a busca pela resposta fez parte da sua vida. Como parte da busca, estão inclusas entrevistas, geralmente com acadêmicos. Algumas das pessoas entrevistadas, e que são mencionadas no livro, são John Updike, David Deutsch, Adolf Grünbaum, John Leslie, Derek Parfit, Roger Penrose, Richard Swinburne, Steven Weinberg e Andrei Linde. Ainda na busca por uma resposta, o autor passa pelas mais variadas áreas do conhecimento, entre elas a filosofia da matemática, teologia, física, ontologia, epistemologia e outras.
O livro esteve na lista dos mais vendidos do LA Times durante o último trimestre de 2012 e o primeiro trimestre de 2013. O livro também foi finalista do National Book Critics Award de 2012 para não-ficção.